# Вольфганг Кетельзен
Вольфганг Кетельзен (нім. Wolfgang Ketelsen; 14 серпня 1911, Люнебург, Німецька імперія — 10 грудня 1963, Новий Орлеан, США) — німецький офіцер-підводник, капітан-лейтенант крігсмаріне.

## Біографія
Служив в торговому флоті. 8 квітня 1934 року вступив у ВМС. З 15 грудня 1942 по 17 травня 1943 року — командир підводного човна UD-1.

## Звання
- Кандидат в офіцери (8 квітня 1934)
- Фенріх-цур-зее (1 липня 1935)
- Оберфенріх-цур-зее (1 січня 1937)
- Лейтенант-цур-зее (1 квітня 1937)
- Оберлейтенант-цур-зее (1 квітня 1939)
- Капітан-лейтенант (1 лютого 1942)

## Нагороди
- Медаль «За вислугу років у Вермахті» 4-го класу (4 роки)
- Залізний хрест 2-го класу